# Uništa
 Ovo je glavno značenje pojma Uništa. Za druga značenja pogledajte Uništa (Višegrad, BiH), naselje u općini Višegrad, BiH.
Uništa je naseljeno mjesto u općini Bosansko Grahovo, Federacija Bosne i Hercegovine, BiH.

## Zemljopis
U samom srcu Dinare, u jednoj uvali na nadmorskoj visini preko 700 metara, smješteno je selo Uništa. Uništa su specifična po tome što je pristup selu moguć jedino iz Hrvatske, iz smjera Kijeva, od kojeg je udaljeno 7-8 km. S druge strane, selo od ostatka BiH i središta općine Bosansko Grahovo dijeli planinski masiv Dinare.

## Povijest
Kada su prvi Grizelji, Galioti i Samardžije ovamo, prije skoro dva stoljeća, došli iz Hercegovine, svoje su kuće počeli zidati upravo pod obroncima Dinare. Nekoliko dana kasnije, kada su se vratili po stvari i ostale članove porodice, oni koji su ostajali na njihovim dotadašnjim ognjištima pitali su ih kamo su se to zaputili. „A u ništa!", rekao je rezignirano seoski harambaša i selo je tako, bez mnogo dileme, dobilo i svoje ime.
Tijekom Drugog svjetskog rata, 3. listopada 1942. u selu Uništa formirana je Druga dalmatinska proleterska udarna brigada NOVJ-a.
Uništa su do 1991. bila jedno od 2 naselja (uz Korita - 2 stanovnika), s hrvatskom većinom u općini Bosansko Grahovo.
U Domovinskom ratu Uništa su prvi teritorij BiH zahvaćen velikosrpskom agresijom. Velikosrpska balvan-revolucija mjesne Hrvate odsjekla je od ostatka svijeta, jer jedina cesta iz Uništa vodi kroz Hrvatsku. Uspostava pobunjeničke paradržave otežavala je situaciju. Ratna se zbivanja prelijevaju već 1991. godine.
Napad na Uništa je uslijedio malo poslije nego što je MUP RH u selu Kijevu osnovao policijsku postaju, a 29. travnja JNA i “milicija Krajine” blokirali selo, te prijetnje JNA oklopnim vozilima ostalim selima u kojima su otvorene ili su planirane policijske postaje (Kruševo, Polača, Stankovci). 6. svibnja zbog toga su u Splitu izbile velike demonstracije u kojima je poginuo 1 ročnik JNA (po nacionalnosti Makedonac), a obavještajnom podvalom JNA okrivljeni Hrvati. 1. svibnja pripadnici srpske paravojske i milicije martićevaca izvršili su koordinirani napad na Vrpolje i Potkonje, hrvatska sela kod Knina, u blizini Uništa.
Napad na Uništa bio je prvi velikosrpski oružani napad u BiH u Domovinskom ratu. Izvršila ga je milicija tzv. SAO Krajine na hrvatsko selo Uništa 10. svibnja 1991. godine što je stvarni početak rata u BiH, a ne pucnjava u Sarajevu skoro godinu poslije. Hrvati iz Uništa našli su se u "bezizglednoj situaciji nakon što su ih opkolili Martićevi odmetnici te selu zatvorili dovod vode". Kad je zastupnik Stjepan Jurkić postavio Vladi SRBiH pitanje u Parlamentu BiH 20. svibnja 1991. godine, Vlada SRBiH priznala je nesposobnost policije Bosne i Hercegovine intervenirati u Uništima nakon što je JNA zabranila ulazak.

## Stanovništvo

### 1991.
Nacionalni sastav stanovništva 1991. godine, bio je sljedeći:
ukupno: 216
- Hrvati - 117 (54,16%)
- Srbi - 97 (44,91%)
- ostali, neopredijeljeni i nepoznato - 2 (0,93%)

### 2013.
Nacionalni sastav stanovništva 2013. godine, bio je sljedeći:
ukupno: 176
- Hrvati - 172 (97.73%)
- Srbi - 4 (2,27%)